# Roy Orbison

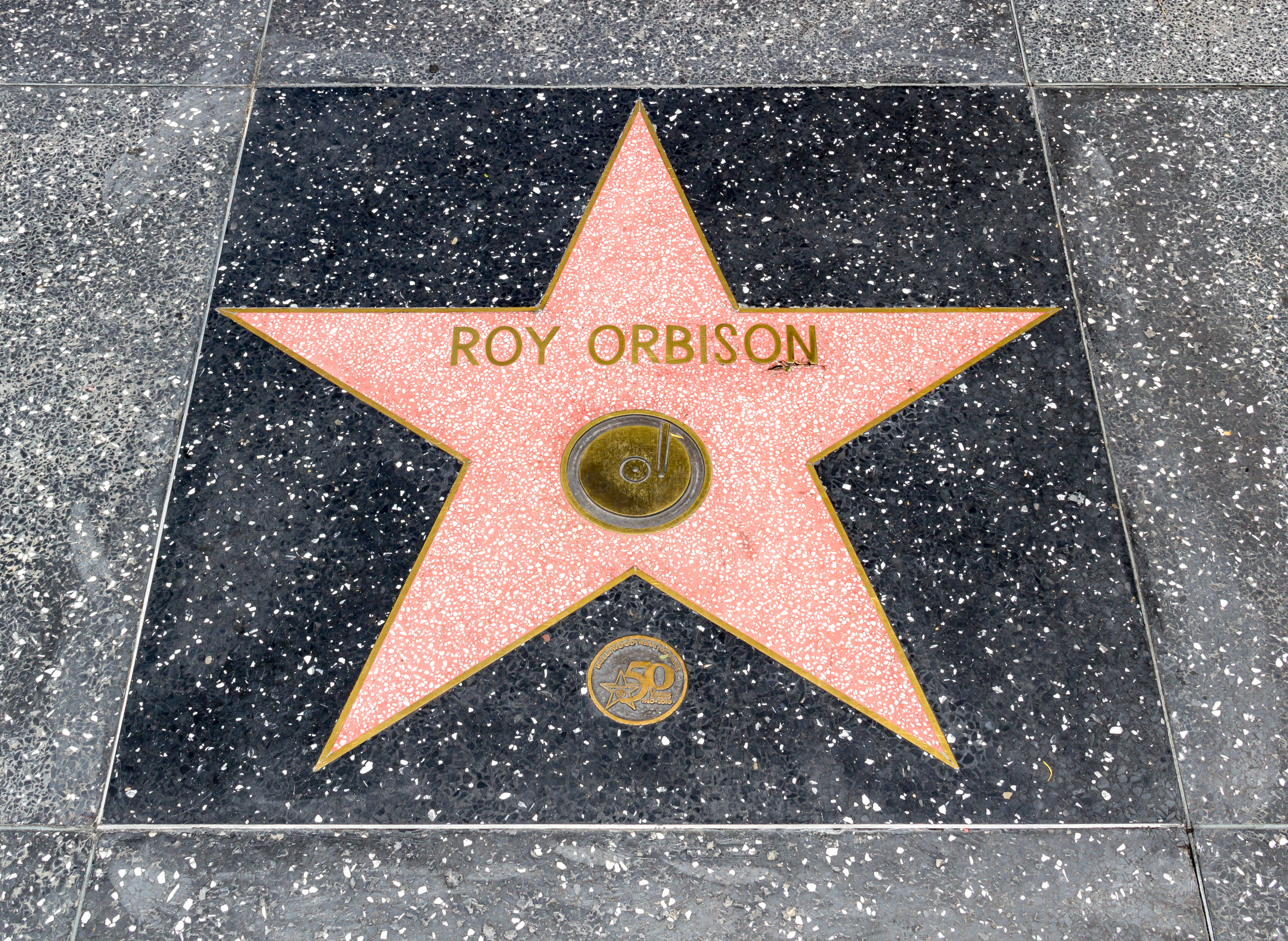
Gwiazda Roya Orbisona w Hollywood Walk of Fame.

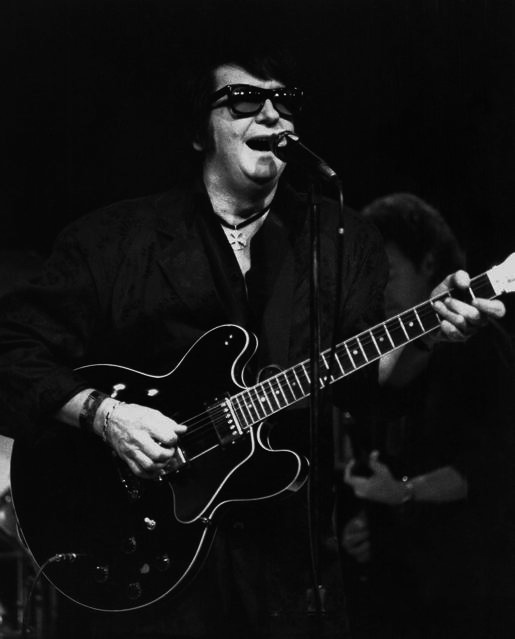
Orbison w Nowym Jorku, 1987

Roy Kelton Orbison (ur. 23 kwietnia 1936 w Vernon, zm. 6 grudnia 1988 w Hendersonville) – amerykański piosenkarz, autor tekstów i muzyk.
Był znany przede wszystkim ze swojego charakterystycznego stylu śpiewania, złożonych strukturalnie piosenek, i ciemnych, emocjonujących ballad. Jego muzyka została opisana przez krytyków jako operowa, zyskując pseudonim „Carusa rocka” i „The Big O.”. Wiele utworów Orbisona wyrażały wrażliwość w czasach, gdy większość wykonawców rock and rollowych decydowała się na wyzywającą męskość. Największymi przebojami w jego karierze były: „Blue Bayou”, „I Drove All Night”, „Running Scared”, „Crying”, „In Dreams”, „It’s Over”, „Dream Baby (How Long Must I Dream)”, „Only the Lonely”, „Mean Woman Blues”, „You Got It”, „California Blue” i „Oh, Pretty Woman”. Znany był także ze swojej wstydliwości i traumy, które zwalczał, nosząc ciemne okulary przeciwsłoneczne.

## Życiorys
Nie posiadając charyzmy scenicznej ani okazałej prezencji, skupił się na stronie muzycznej i tekstowej swych piosenek. Był obdarzony operowym głosem, śpiewał miłosne piosenki, stawiając się w pozycji odrzuconego. Łącząc to ze swymi cechami fizycznymi, udało mu się wykreować obraz „sympatycznego przegranego”. 
Od połowy lat 60. do końca 80. kariera artysty uległa załamaniu, a jego albumy nie cieszyły się popularnością. Nie udały się także próby kariery aktorskiej. Na scenę powrócił niespodziewanie, zaproszony do udziału w nagraniach supergrupy folkrockowej Traveling Wilburys, w której obok Boba Dylana, Toma Petty’ego, George’a Harrisona i Jeffa Lynne’a nagrał znakomicie sprzedający się album z przebojem „Handle With Care”. Przypomniany publiczności, nagrał solowy album pt. Mystery Girl, który został bardzo dobrze przyjęty przez krytyków i słuchaczy. 4 grudnia 1988 w Highland Heights w Cleveland zagrał swój ostatni koncert w życiu. Zmarł dwa dni później w wyniku zawału serca.

## Inspiracje i dziedzictwo
Twórczość Orbisona była inspiracją dla członków grupy The Beatles, grupa ta w początkowym okresie swojej twórczości wzorowała się na licznych melodiach z piosenek Orbisona.
W roku 1987 został wprowadzony do Rock and Roll Hall of Fame, a w styczniu 2010 otrzymał gwiazdę na Hollywood Walk of Fame.
Barbara Orbison po śmierci męża poświęciła się trosce o spuściznę po artyście. Nakładem założonej przez nią wytwórni Orbison Records ukazało się pośmiertnie kilka płyt kompilacyjnych z nagraniami studyjnymi i koncertowymi Orbisona.

## Życie prywatne
Z Claudette Orbison (zginęła potrącona przez ciężarówkę w 1966) miał trzech synów, najstarsi spłonęli w pożarze ich domu rodzinnego w Tennessee w 1968, najmłodszego (Wesley Orbison, ur. 1965) wychowywali rodzice Roya. Następnie poślubił poznaną w brytyjskim klubie Niemkę, Barbarę Wilhonnen Jacobs, z którą miał dwóch synów.

## Dyskografia: albumy studyjne
- 1961 Roy Orbison at the Rock House
- 1961 Lonely and Blue
- 1962 Crying
- 1963 In Dreams
- 1964 Oh, Pretty Woman
- 1965 Orbisongs
- 1965 There Is Only One Roy Orbison
- 1966 The Orbison Way
- 1966 The Classic Roy Orbison
- 1967 Roy Orbison Sings Don Gibson
- 1967 The Fastest Guitar Alive
- 1967 Cry Softly Lonely One
- 1969 Roy Orbison’s Many Moods
- 1970 Hank Williams the Roy Orbison Way
- 1970 The Big O
- 1972 Roy Orbison Sings
- 1972 Memphis
- 1973 Milestones
- 1975 I’m Still in Love with You
- 1976 Regeneration
- 1979 Laminar Flow
- 1987 In Dreams: The Greatest Hits
- 1989 Mystery Girl
- 1992 King of Hearts
- 2014 Mystery Girl (25. rocznica albumu)
- 2015 One of the Lonely Ones